# Yaime Pérezová
Yaime Pérez Tellez (někdy "Yaimí", * 29. května 1991) je kubánská atletka, diskařka.
Je zlatou medailistkou na Mistrovství světa juniorů v atletice v roce 2010 a poté získala svůj první hlavní titul na regionálních ALBA hrách 2011. Pérezová reprezentoval Kubu na Mistrovství světa v atletice v roce 2013, ve finále se umístila na jedenáctém místě. Její sezónu 2014 zdůraznila stříbrná medaile na středoamerických a karibských hrách a páté místo v mistrovství IAAF v roce 2014.
Pérezová vyhrál své první setkání IAAF Diamond League v roce 2015, porazila světovou a olympijskou šampionku Sandru Perkovićovou osobním nejlepším hodem 67,13 m. V roce 2019 získala zlatou medaili na mistrovství světa v atletice 2019 v Dauhá.